# Danjon (månekrater)
Danjon er et nedslagskrater på Månen. Det befinder sig på Månens bagside og er opkaldt efter den franske astronom André Danjon (1890 – 1967).
Navnet blev officielt tildelt af den Internationale Astronomiske Union (IAU) i 1970.

## Omgivelser
Danjonkrateret ligger mindre end en kraterdiameter øst-sydøst for det større Langemakkrater. Øst-nordøst for Danjon ligger Perepelkinkrateret, og stik syd for findes den bjergomgivne slette Fermi.

## Karakteristika
Over den nordøstlige rand i Danjon ligger det mindre D'Arsonvalkrater. Danjon ligger selv over den sydøstlige del af det lidt mindre satellitkrater "Danjon X". Dette kraters ydre rand er nedslidt og eroderet, særligt i den sydlige ende, og kraterbunden er irregulær og mærket af adskillige småkratere.

## Satellitkratere
De kratere, som kaldes satellitter, er små kratere beliggende i eller nær hovedkrateret. Deres dannelse er sædvanligvis sket uafhængigt af dette, men de får samme navn som hovedkrateret med tilføjelse af et stort bogstav. På kort over Månen er det en konvention at identificere dem ved at placere dette bogstav på den side af satellitkraterets midte, som ligger nærmest hovedkrateret. Danjonkrateret har følgende satellitkratere:
| Danjon | Længde  | Bredde   | Diameter |
| ------ | ------- | -------- | -------- |
| J      | 12,8° S | 125,6° Ø | 23 km    |
| K      | 13,8° S | 125,1° Ø | 17 km    |
| M      | 13,9° S | 124,1° Ø | 12 km    |
| X      | 10,0° S | 122,8° Ø | 65 km    |

## Måneatlas
- Billeder af Danjonkrateret i LPI-måneatlasset